# 2424 Tautenburg
A 2424 Tautenburg (ideiglenes jelöléssel 1973 UT5) a Naprendszer kisbolygóövében található aszteroida. Freimut Börngen és K. Kirsch fedezte fel 1973. október 27-én.